# Bill Kaulitz
Pour les articles homonymes, voir Kaulitz.
Bill Kaulitz, né le vendredi 1er septembre 1989 à Leipzig en RDA, est un auteur-compositeur-interprète, actuellement chanteur et parolier du groupe Tokio Hotel formé avec son frère jumeau Tom Kaulitz.

## Biographie

### Enfance
Bill Kaulitz naît à Leipzig dans la Saxe (10 minutes après son frère Tom), qui se trouve alors en RDA, deux mois avant la chute du mur de Berlin. Il grandit dans un petit village, Loitsche, proche de Magdebourg. Ses parents (Simone Kaulitz, artiste-peintre et Jörg Wieger, chauffeur routier) se séparent alors que lui et son frère jumeau Tom n'ont que 6 ans. La chanson Gegen meinen Willen (« Contre ma volonté ») traite des sentiments d'un enfant confronté à la séparation de ses parents. C'est dès l'âge de 6 ans que Bill commence à écrire ses premiers textes de chansons. C'est aussi au même âge qu'il assiste à son premier concert en 1996, accompagné par sa mère et sa grand-mère. Il découvre la chanteuse allemande très populaire Nena qui pour lui, devient une véritable référence. À la fin d'un concert de celle-ci, il annoncera à sa mère qu'il voudrait devenir chanteur plus tard, celle-ci ne le prend pas au sérieux, elle se trompe. Il aura la chance de participer avec son idole au tournage de Arthur et les Minimoys de Luc Besson, quelques années plus tard.
Quelques années après son divorce, la mère des jumeaux se remaria avec Gordon Trümper à Rügen en 2009, guitariste dans un groupe de punk-rock baptisé Fatun. Ce dernier ne manque pas d'encourager les deux garçons à faire carrière dans la musique. Dès la jeunesse de Tom, il lui apprend à se servir d'une guitare. Le tandem voix-cordes, que forment alors respectivement Bill et Tom, fonctionne plutôt bien. C'est à l'âge de 10 ans en 1999 qu'ils vont créer la chanson Leb' die Sekunde (« Vis la seconde ») ainsi que la chanson Schrei so laut du kannst (« Crie aussi fort que tu peux »). Leur duo s'appelait alors « Black Question Mark ».

## Carrière musicale

### Les débuts du groupe (Devilish, Schrei et Zimmer 483)
En 2001, Bill et Tom rencontrent Gustav Schäfer et Georg Listing lors d'un concert dans leur ville de Magdebourg, ils formeront alors ensemble Devilish (littéralement « Démoniaque » en français).
En 2003, après avoir perdu un pari avec son frère, Bill participe à l'émission de télévision Star Search dans laquelle il est éliminé en finale (son score était de 35 points contre 38 pour celui de son concurrent), après avoir chanté It's Raining Men. Son charisme a largement emballé les foules, mais surtout séduit le producteur Peter Hoffmann (du jury) qui va jusqu'à Magdebourg pour assister à l'un des shows du groupe Devilish. Hoffmann décide de prendre le quatuor sous son aile et fait appel à trois autres producteurs. Ensemble, ils vont canaliser l'énergie et le talent du groupe, leur apprendre la technique du studio et développer le son Tokio Hotel. Devilish devient Tokio Hotel en 2005,.
Avec un certain charisme, une aisance face aux médias et une assurance sur scène, Bill s'est retrouvé comme le leader du groupe.
En 2006, Bill a doublé la voix allemande d'Arthur, dans Arthur et les Minimoys (Arthur und die Minimoys)  de Luc Besson avec Nena qui a doublé la voix de Sélénia.
En 2007, Bill doit faire face à un scandale médiatique. Selon la rumeur, il aurait révélé son homosexualité sur la page Myspace du groupe le soir de ses 18 ans alors qu'il était saoul. Sous la pression du producteur le message a été retiré et Bill a assuré que tout cela était faux, d'une absurdité totale et que ce canular était ridicule. Mais Bill a été bon nombre de fois sujet aux rumeurs les plus folles annonçant entre autres sa mort et son homosexualité. Bill s'est fait opérer d'un kyste aux cordes vocales le 30 mars 2008, alors que le groupe était en pleine tournée européenne « 1000 Hotels European Tour ». Devenu aphone, Bill a dû interrompre le concert de Marseille le 14 mars 2008. Les 16 dates suivantes de la tournée ont dû être annulées. Après sa convalescence sur le mois d'avril 2008, Bill est remonté sur scène au festival Bamboozle dans le New Jersey le 3 mai 2008.
Sa statue de cire est entrée au Musée Tussauds de Berlin, le 30 septembre 2008. Il est alors le plus jeune artiste a y avoir sa propre statue de cire.

### Récents albums  (Humanoid, Kings Of Suburbia, Dream Machine)

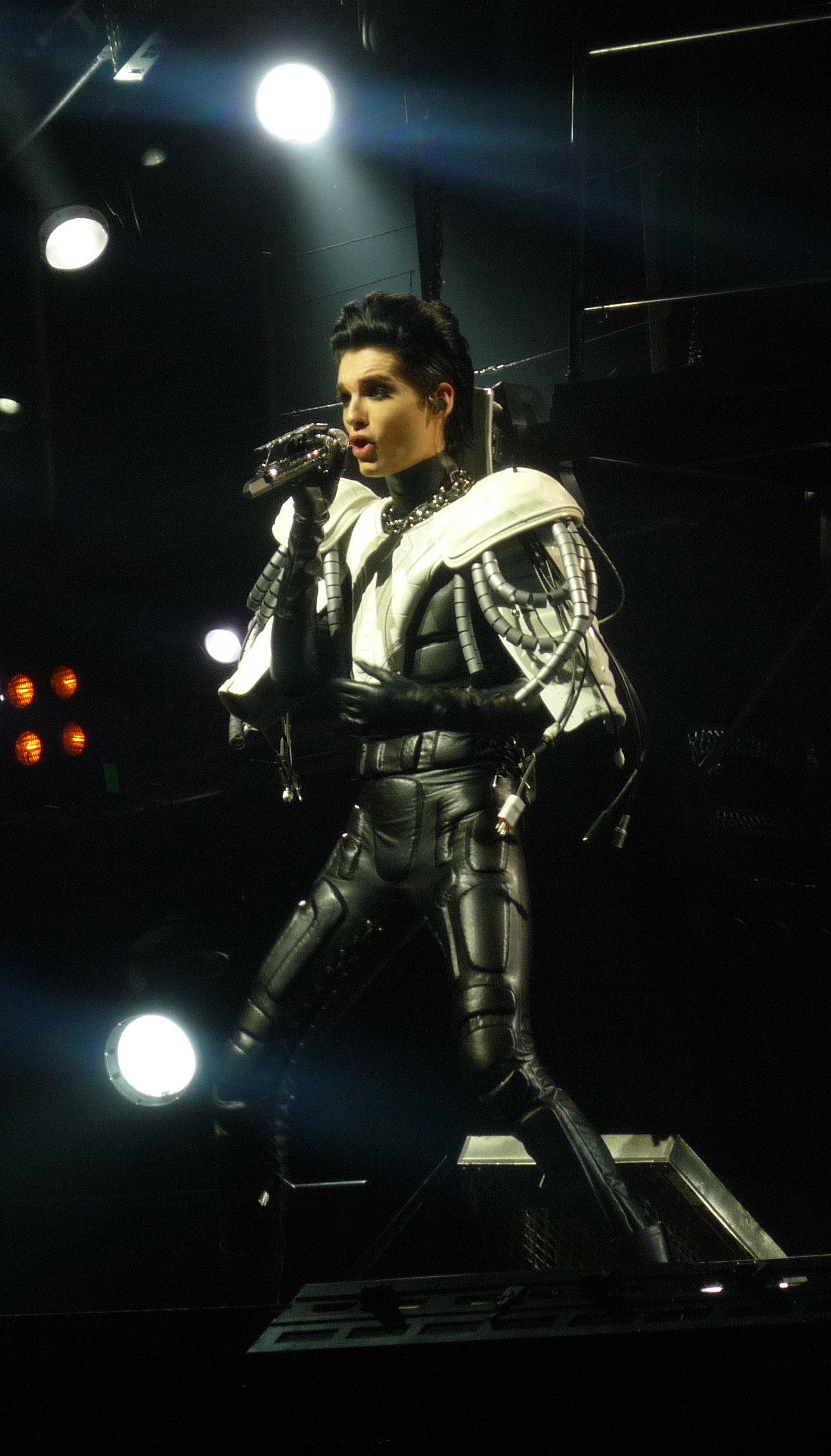
Bill Kaulitz lors de la tournée Welcome to Humanoid City Tour à Zurich en 2010.

Dès la fin 2008 et ce jusqu’en août 2009, Bill se retire de la vie publique pour se concentrer sur la production d’un nouvel album. Il écrit notamment environ quarante textes de chanson en 2008 et 2009. Dès le début de 2009, Bill travaille avec son frère Tom Kaulitz (compositeur) sur les arrangements musicaux de vingt-cinq titres. Il poursuit ce travail en 2009 avec l’équipe des quatre producteurs allemands habituels, dont David Jost, leur manager. Ils collaborent avec The Matrix pour quatre chansons et Guy Chambers pour deux titres. The Matrix est le trio producteurs américains (dont Lauren Christy) qui a produit des albums pour Avril Lavigne, Christina Aguilera et Korn. Guy Chambers est un producteur anglais, connu pour sa longue collaboration avec Robbie Williams. Sur les vingt-cinq chansons, seize sont retenues pour constituer l’album Humanoid, dont quatorze sont produites en anglais et en allemand.
Les jumeaux Kaulitz sont coproducteurs de l’album Humanoid.
Bill réapparaîtra fin août 2009 avec le groupe Tokio Hotel, à Cologne en Allemagne, où ils donnent un concert privé au cours duquel ils chantent leur premier single de l’album (Automatisch en allemand et Automatic en anglais), qui ne sortira que courant septembre 2009.
L'album Humanoid sort le 2 octobre 2009 dans le monde entier dans deux versions (anglais et allemand). Leur tournée européenne « Welcome To Humanoid City Tour » suit, du 22 février 2010 au 14 avril 2010.
Le 5 novembre 2009, alors qu’il se rend dans sa propre voiture, une Audi Q7, à la cérémonie des MTV European Music Awards à Berlin, Bill est victime d’un accident de la route sur l’autoroute qui relie Hambourg à Berlin. Il en sort indemne, alors que sa voiture finit à la casse. Le soir même, il interprète sur la scène de l’O2 world de Berlin, le nouveau single du groupe World Behind My Wall dans une mise en scène spectaculaire, bien que son entourage lui conseillait d’annuler cette performance. Le groupe Tokio Hotel recevra lors de cette cérémonie, le prestigieux prix du meilleur groupe (en compétition avec U2 et Green Day).
Le 22 novembre 2009, Bill Kaulitz apparaît à la première du film de Luc Besson Arthur et la Vengeance de Maltazard au Cinestar de la Potsdamer Platz de Berlin. Il a une nouvelle fois doublé la voix d’Arthur dans ce second volet, pour la version allemande.
En 2010, à l'occasion de la Fashion Week à Milan, Bill fait ses premiers pas de mannequin en défilant pour la marque Dsquared² de la collection Automne-Hiver 2010-2011, la marque des jumeaux designers canadiens Dean et Dan Caten. Il réalise ainsi l'un de ses rêves. Dsquared² habille Bill pour la tournée Humanoid, en lui confectionnant cinq tenues de scène, sur le thème du show et de l'album Humanoid. Lors du défilé à Milan, Bill a porté sa tenue de scène.
Fin 2010, la maison qu'il partage avec son frère Tom à Hambourg est cambriolée. Un mois plus tard, les jumeaux s'envolent pour Los Angeles et s'y installent, afin de se rapprocher de leur producteur et manager David Jost, avec lequel ils commencent à travailler sur un nouvel album.
En février 2011, Bill Kaulitz collabore avec le groupe américain Far East Movement sur le titre If I Die Tomorrow, sur l'album Dirty Bass. Le single est sorti le 18 mai 2012. Il signe ici sa deuxième collaboration, après le duo Strange, interprété pour la BO d'Alice au pays des merveilles avec la chanteuse Kerli.
Début 2013, Bill fait partie du jury de la Nouvelle Star allemande Deutschland sucht den SuperStar, avec son frère jumeau Tom Kaulitz.
En 2013, Tokio Hotel commence à préparer son retour sur la grande scène en participant à la chanson I Am, en collaboration avec plusieurs autres artistes, dont Rock Mafia. Bill crée son compte Instagram, où il annoncera toutes les nouvelles en lien avec le nouvel album, qui sort finalement le 6 octobre 2014 (Le 3 en Allemagne). Cet album est nommé Kings Of Suburbia et a un style plus électro-rock. La tournée qui l’accompagne, le Feel It All World Tour à plusieurs parties, dont la partie 1 qui se déroula uniquement dans des petites salles de certaines villes d'Europe, durant le mois de mars 2015. La 2ème partie se déroule aux États-Unis, en Amérique Latine et en Europe de l'Est. Le 20 novembre 2014, Bill Kaulitz participe entre-temps à la reprise de la chanson Imagine, du chanteur britannique John Lennon avec plusieurs artistes pour l'UNICEF.

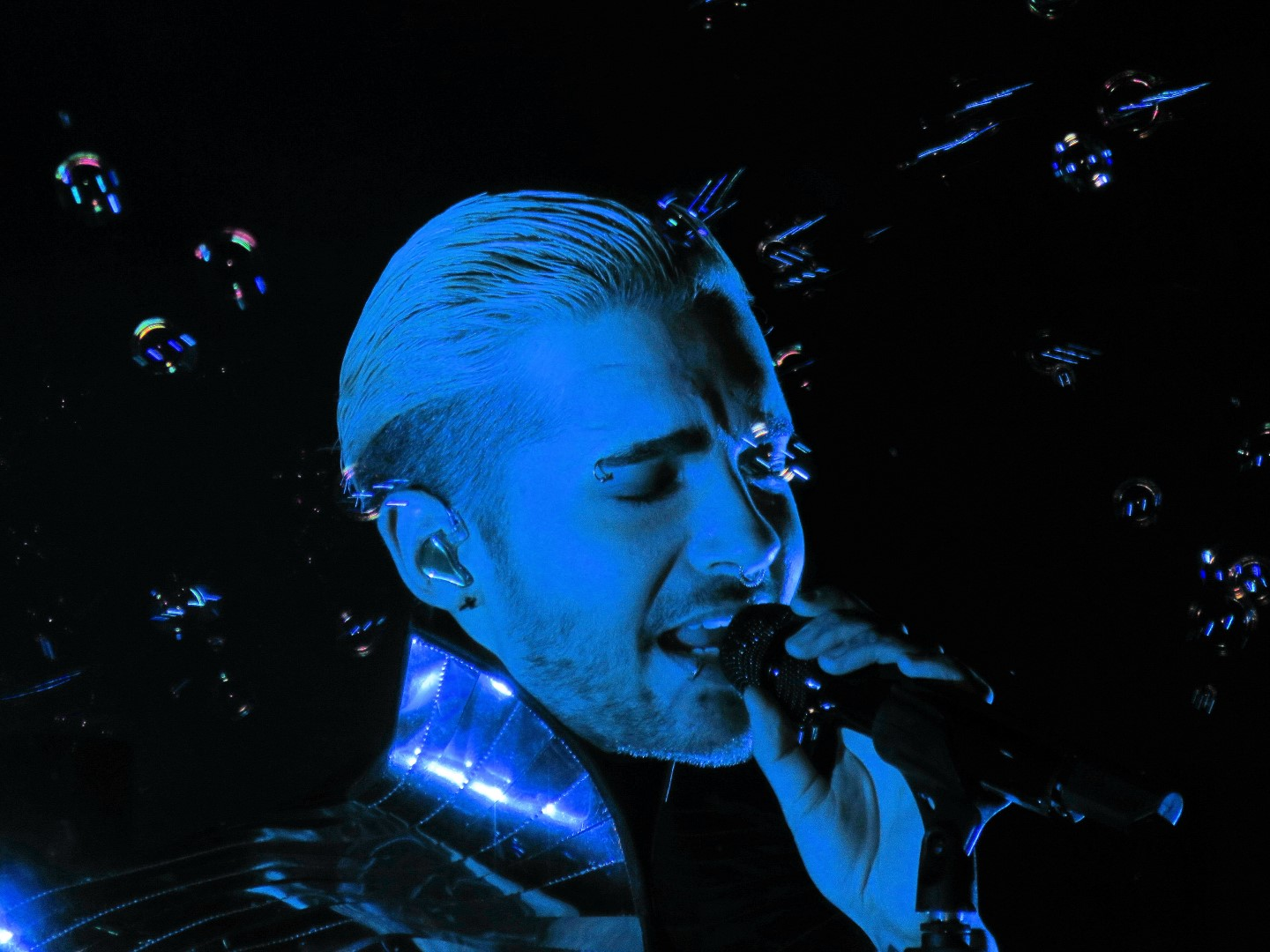
Bill Kaulitz lors de la tournée Dream Machine Tour à Zurich en 2017.

Début 2017, Tokio Hotel annonce la sortie pour le 3 mars du nouvel album intitulé Dream Machine. Il est composé de 10 chansons inédites en anglais, comme Something New et What If. La tournée Dream Machine Tour débute 9 jours plus tard, avec 30 concerts partout en Europe et Europe de l'Est.

### Récents albums (I'm not OK)
Le 29 avril 2016, Bill Kaulitz révèle à Los Angeles son projet solo avec la sortie d'un single nommé « Love Don't Break Me ». Le chanteur se présente sous un nouveau pseudo : « BILLY ». Des extraits ont été postés sur Internet et Bill a publié des photos du clip sur son compte Instagram (@Billyisnotok). L'EP « I'm not OK » est sorti le 20 mai et contient 5 chansons. Il est accompagné d'un livre en édition limitée et dédicacé (300 premières copies), il contient des images et des citations du clip vidéo en question. Le 26 novembre 2016, un second clip « Not Over You » est diffusé sur Youtube, le chanteur y montre pour la première fois ses talents de danseur.
Le 4 mai 2016, il présente à nouveau son projet solo à Berlin sous la forme d'une exposition en compagnie de quelques célébrités et journalistes.
Il réitère l'expérience à Paris au VIP room pour une première séance de dédicace privée le 6 mai, puis le 7 mai 2016 dans l'une des bijouteries parisiennes de Mad Lords, ainsi qu'à Milan le 9 mai 2016. Il passera également par le Mexique les 10 et 11,juillet 2016 avant de revenir à Paris le 29 septembre 2016, à St-Pétersburg le 2 octobre 2016 et à Moscou le 30 septembre 2016pour une dernière séance.

## Style, image publique et publicités

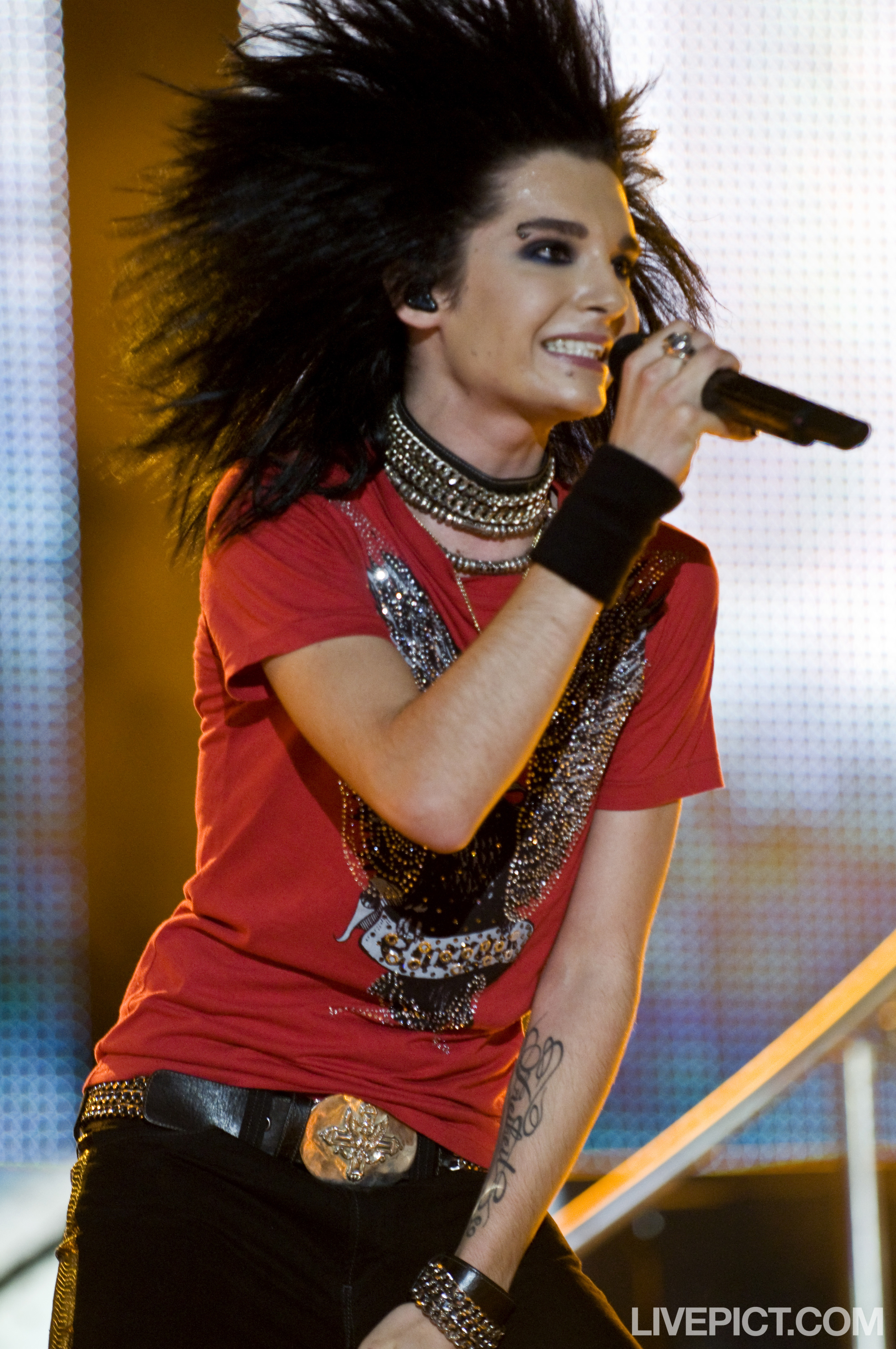
Bill Kaulitz lors d'un concert en 2008.

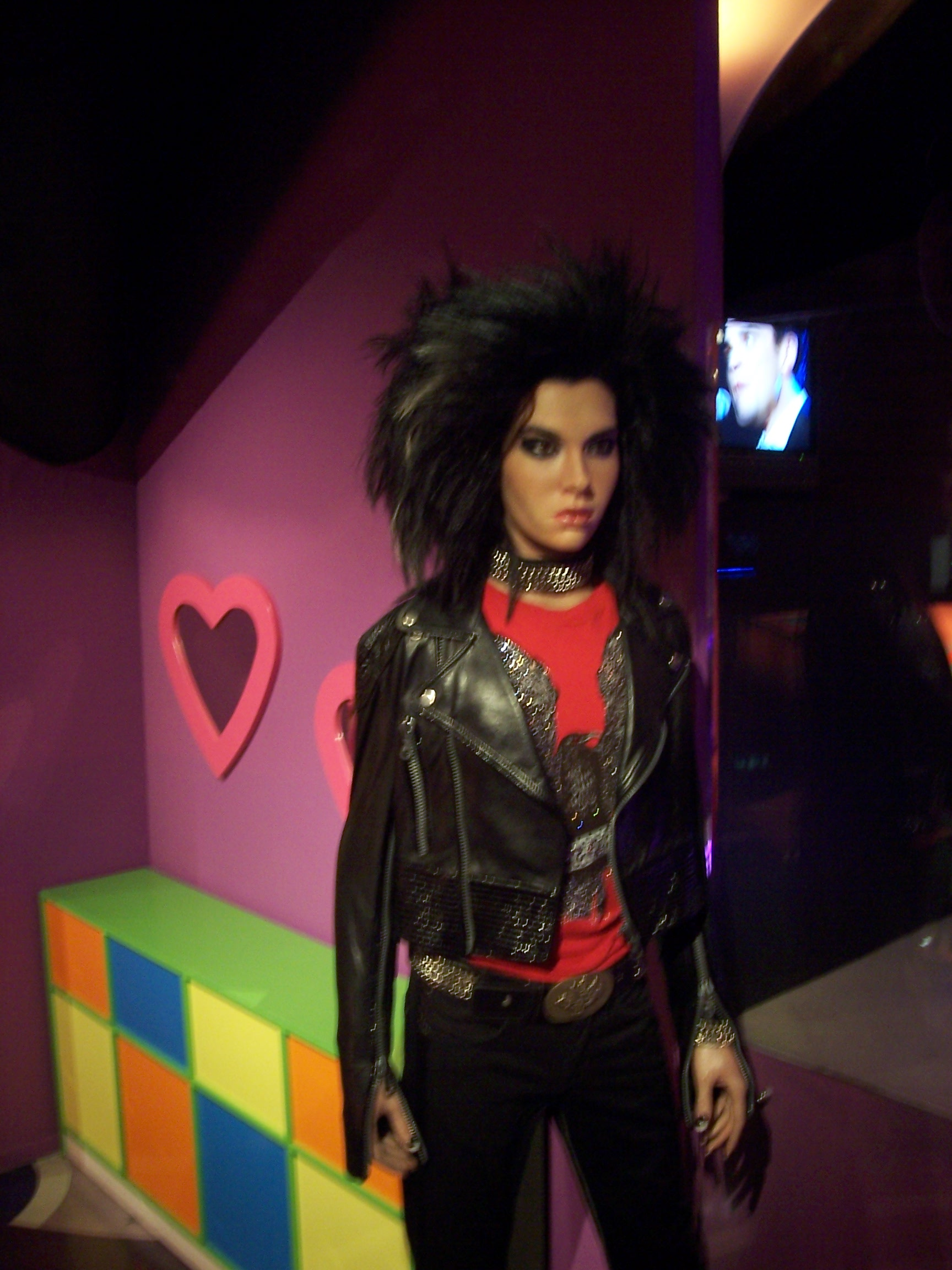
Statut de cire de Bill Kaulitz au musée de Madame Tussauds à Berlin.

Ses influences musicales vont de Nena à Placebo, en passant par David Bowie, Coldplay, Keane et Green Day, George Fisher fait également partie de son univers musical. George Fisher est son chanteur préféré. Try again de Keane et Magic dance de David Bowie font partie de ses chansons préférées.
Dès son plus jeune âge, Bill s'oriente vers un style très androgyne. Entre 2005 et 2010, il est notamment reconnaissable grâce à ses vêtements près du corps, ses longs cheveux noirs parsemés de mèches blanches et ses yeux toujours maquillés de noir. Il a déclaré à plusieurs reprises dans des interviews que l'idée de ce look était née de son déguisement de vampire lors d'une fête d'Halloween qu'il avait particulièrement aimé. Il cite également David Bowie, dans le film Labyrinthe comme source d'influence. Son allure est longiligne. Contrairement à son frère jumeau qui cache son corps derrière des vêtements très amples, Bill s’habille toujours très près du corps et laisse apparaître un corps très fin. Bill mesure 1,85 et accentue cette hauteur par le port de chaussures à talons.
Depuis qu'il s'est installé à Los Angeles avec son frère Tom et retiré de la vie médiatique pour se consacrer à l'écriture et à l'enregistrement du prochain album, Bill a quitté son style androgyne. Il a notamment décidé de se teindre les cheveux en blond, a abandonné le maquillage et s'est laissé pousser la barbe, tout comme son frère jumeau.
Pourtant, son style androgyne lui a permis de faire la couverture de nombreux magazines tels que Stern, GQ et Vogue, avec son frère Tom. Il a notamment travaillé avec Karl Lagerfeldpour lequel il a posé, et a rencontré le couturier Wolfgang Joop à Paris, rencontre qui a fait l'objet d'un reportage diffusé sur Arte « Durch die Nacht mit Bill Kaulitz und Wolfgang Joop ».

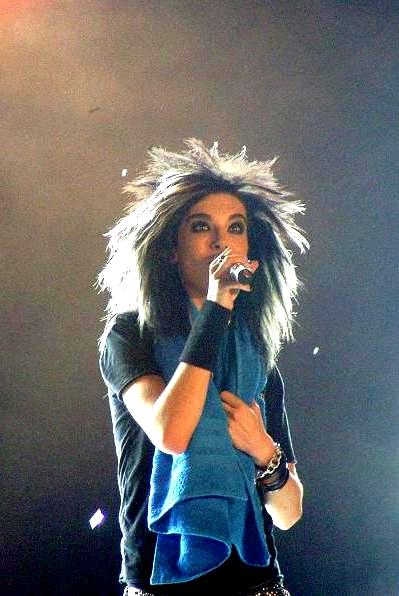
Bill Kaulitz, connu pour son look extravagant dans les années 2000.

En 2010, les hôtels HRS dévoilent une nouvelle campagne publicitaire utilisant son image. Par la suite, il renouvelle l'expérience de la publicité en jouant avec Alice Cooper pour Saturn. Enfin, son frère et lui sont choisis par la marque de voitures allemandes Audi et tournent une vidéo publicitaire. Les deux ont également posé enchaînés et ensanglantés dans une campagne de publicité menée par PETA et visant à dénoncer la maltraitance des animaux dans les cirques. Tout comme son frère, Bill est pesco-végétarien et défend la cause animale.
Très jeune, Bill développe une attirance pour les tatouages et les piercings, qu'il multipliera au fil des années. À l'âge de 11 ans, il se fait faire son premier piercing à l'arcade sourcilière droite et par la suite, il en refera un à la langue à ses 14 ans. Il se fait également tatouer le logo de son groupe Tokio Hotel sur la nuque sans le consentement de ses parents. Plus tard, il se fait tatouer sur l'aine droite une étoile. Le jour de ses 18 ans, il se fait tatouer « Freiheit 89 » qui signifie « liberté 89 » en allemand, 89 étant son année de naissance et ses 18 ans signifiant une grande liberté. Puis, en décembre 2008, le chanteur dévoile son nouveau tatouage. Celui-ci représente des inscriptions en allemand sur toute la partie gauche de ses côtes. Deux phrases constituent ce tatouage. « Wir hören nie auf zu schreien » qui signifie en français « Nous n'arrêterons jamais de crier » et « Wir kehren zum Ursprung zurück » qui signifie « Nous revenons aux origines ».
Le 11 Juillet 2019, Bill lance son premier défilé de mode de sa marque MDLA.
En 2021, il dévoile sa première autobiographie, Career Suicide. Elle retrace en partie son enfance et ses années de gloire avec le groupe.

## Vie privée
Fin 2010, il s'installe à West Hollywood à Los Angeles en Californie avec son frère jumeau Tom pour plus de tranquillité.
Depuis Kings Of Suburbia, Bill Kaulitz s'est montré plus ouvert sur de nombreux sujets ; le besoin de vie privée, le manque d'inspiration et sa sexualité. En effet, il avait jusque-là refusé de dire quoi que ce soit à propos de son orientation sexuelle. Fin 2014, il écrit une lettre pour SheKnows, dans laquelle il se confie longuement sur ses ressentis et ce qu'il pense de « l'amour ». Il se confie également sur la question « gay » qu'on lui pose depuis l'âge de ses 13 ans, alors que selon lui il est avant tout là pour chanter et pour donner du plaisir aux gens. Il ajoute qu'à ses yeux, l'amour n'a ni genre ni religion. On apprend également dans une interview la sensibilité de Bill à l’égard du vivant, notamment quand on lui demande de quel animal provient la fourrure qu’il porte. Ce dernier affirme en effet qu’il s'agit en réalité de fausse fourrure.

## Discographie

### Singles
- 2009 : Geisterfahrer ft. Jana Pallaske
- 2010 : Strange ft. Kerli
- 2012 : If I Die Tomorrow ft. Far East Movement[42]
- 2013 : I Am  ft. Wyclef, David Correy, URR Jason (Rock Mafia, Antonina Armato -  Tim James - David Jost)
- 2018 : Vogel aus Gold ft. Nisse[43]
- 2020 : Berlin ft. VVAVES
- 2021 : White Lies ft. VIZE
- 2021 : Behind Blue Eyes ft. Vize (reprise du groupe The Who)
- 2022 : Fahr mit mir ft. Kraftklub[44]
- 2024 : Fata Morgana ft. Nina Chuba

## DVD et albums live
- 2005 : Leb' die Sekunde - Behind the scenes
- 2006 : Schrei live
- 2007 : Zimmer 483 - Live in Europe (DVD + Album live)
- 2008 : Tokio Hotel TV - Caught in camera
- 2009 : Humanoid City Live (DVD + Album live)

## Animation
- 2003 : Star Search : Candidat
- 2013 : Deutschland sucht den SuperStar (10e saison), sur RTL : Juge[45]
- 2019 : Germany's Next Topmodel (14e saison), sur Prosieben : Juge invité[46]
- 2019 : Queen of Drags (1ère saison), sur Prosieben : Juge [47]

## Filmographie

### Téléfilm
- 1994 : Verrückt nach dir : de Konrad Sabrautzky : Petit garçon[48]

### Doublage
- 2006 : Arthur et les Minimoys de Luc Besson : Arthur
- 2009 : Arthur et la Vengeance de Maltazard de Luc Besson : Arthur

## Reportage et série documentaire
- 2010 : Durch die Nacht mit Bill Kaulitz und Wolfgang Joop
- 2018 : Hinter Die Welt : de Oliver Schwabe
- 2024 - 2025 : Kaulitz & Kaulitz : Netflix

## Livres
- (de) Career Suicide : Meine ersten dreißig Jahre, Berlin, Ullstein Buchverlage, 2021, 384 p. (ISBN 9783843724579, présentation en ligne)